# Xã Harrison, Quận Potter, Pennsylvania
Xã Harrison (tiếng Anh: Harrison Township) là một xã thuộc quận Potter, tiểu bang Pennsylvania, Hoa Kỳ. Năm 2010, dân số của xã này là 1.037 người.